# OLM (studio)
Pour les articles homonymes, voir Olm.
OLM, Inc. (株式会社オー・エル・エム, Kabushiki Gaisha Ōeruemu), abréviation d'Oriental Light and Magic, est un studio d'animation japonais fondé en juin 1994.

## Histoire
Le studio OLM est fondé en juin 1994 par Toshiaki Okuno (ja) et Shūkichi Kanda (ja), respectivement producteur chez O.B Planning et Studio Pastel ainsi qu'avec les animateurs Kunihiko Yuyama, Naohito Takahashi, Yuriko Chiba, Takaya Mizutani, Kazuaki Mōri et d'autres.
Le studio produit sa première série télévisée, Ai tenshi densetsu Wedding Peach (ja), un magical girl, ainsi que plusieurs OAV dès 1995. La même année, une section s'occupant de la 3D est créé : OLM Digital. En 1997, le studio produit la première série de la saga Pokémon, adaptation d'un jeu vidéo sur Game Boy, qui se retrouve bien vite la série phare du studio. La Team Ota se concentre uniquement sur l'adaptation télévisée, tandis que la Team Iguchi et très vite la nouvelle Team Wasaki s'occupe des autres séries du studio. Quant à la Team Koitabashi, elle se concentre quasi-uniquement (à part quelques OAV) à la production des films dérivés Pokémon. Le studio sort quelques OAV hentai à la fin des années 1990 mais finit par arrêter la production d'OAV en 2003, format de moins en moins à la mode. Une nouvelle team apparaît au début des années 2000 : Iwasa, qui produira quelques séries qui visent un public plus âgées mais sera dissoute après 2007. Quant à la Team Ota, elle délègue la production de la série Pokémon à Iguchi en 2004 et finit par être dissoute.
De nouvelles teams sont créés après 2005 : Miyagawa chargé de l'animation dans les films live-action notamment dans ceux de Takashi Miike et Kamei chargé de la production de films d'animation autre que adapté de Pokémon.
Le 22 décembre 2015, un accord de base a été signé avec Imagica Robot Holdings (ja) (IRH), auquel il a été annoncé que le studio deviendrait une filiale à partir du 4 avril 2016. IRH a acquis les actions de différents actionnaires dont notamment ceux de Toshiaki Okuno, pour détenir 51,33% du studio afin d'en faire sa filiale.

### Transition vers l'animation numérique
Avec la création de OLM Digital en 1995, le studio introduit la production numérique avec notamment la coloration numérique et la prise de plan servant de compositing à un stade relativement précoce au sein de l'industrie de l'animation japonaise. Au départ, l'utilisation de production numérique était limitée à certaines parties comme les animations des génériques (dits opening et ending) de Pokémon, la série. La série télévisée diffusée en 1998 Ah! My Mini Goddess est leur première œuvre à être produite numériquement. Vers le milieu des années 2010, OLM a commencé à introduire des dessins numériques à l'aide des logiciels de Toon Boom, dont une team en est spécialement formée et a produit le mini corner « Performer Communication » (パフォーマー通信) dans le 12e épisode de Pokemon XYZ (diffusé le 28 janvier 2016 sur TV Tokyo). Par ailleurs, le logiciel ToonBoom Harmony est principalement utilisé pour la production de la série télévisée de 13 épisodes Pikaia!!, diffusée en 2017, et qui est en outre une tentative de collaboration avec des studios qui introduisent activement les dessins numériques tels que Graphinica et Signal.MD.

## Organisation
OLM possède une organisation à plusieurs niveaux : OLM proprement dit possède 216 employés et regroupe quatre départements : production, direction, animation et 2D (qui s'occupe de la peinture digital et de la photographie). L'autre section est OLM Digital qui possède quant à lui 180 employés et 2 départements : 3D, et Recherche & Développement.
Le studio possède une filiale, Viracocha, de 12 employés, qui s'occupe de la promotion des titres du studio.
Début 2009, OLM Digital a conclu un partenariat avec le studio américain d'infographie Sprite Animation Studios.
En décembre 2017, OLM ASIA SDN BHD est créée en tant que filiale en Malaisie et qui s'occupe des dessins numériques et de la finition,.

### Équipes de production
| Nom                  | Producteur         | Notes |
| -------------------- | ------------------ | --- |
| Team Koitabashi (Ko) | Tsukasa Koitabashi | Originaires de Gallop. Existent depuis la création du studio.                                                                      |
| Team Wasaki (W)      | Nobuyuki Wasaki    | Originaires de Gallop. Existent depuis la création du studio.                                                                      |
| Team Kamei (Ka)      | Yasuteru Kamei     | Issu de Team Koitabashi. |
| Team Kato            | Hiroyuki Kato      | Issu de Team Iguchi → Team Iwasa → Team Kamei.                                                                                     |
| Team Inoue           | Gō Inoue           | Issu de Team Wasaki, temporairement avec la Team Iguchi.                                                                           |
| Team Abe             | Isamu Abe          | Originaire de SynergySP. |
| Team Yoshioka        | Daisuke Yoshioka   | Issu de Team Iwasa → Team Wasaki.                                                                                                  |
| Team Sakurai         | Ryōsuke Sakurai    | Originaire de Synergy SP. |
| Team Kawakita        | Manabu Kawakita    | Issu de Team Wasaki → Team Inoue.                                                                                                  |
| Team Go              | Tsuyoshi Sawada    | Issu de Team Koitabashi. |
| Team Kojima          | Hiroaki Kojima     | Originaire de A-line (ja) → diomedéa.                                                                                              |
| Team Masuda          | Katsuto Masuda     | Originaire de Gonzo → MAPPA. |
| Team Miike           | Misako Saka        | Production de live-action. Elle succède à la Team Miyagawa.                                                                        |
| Teams dissoutes      |                    | |
| Team Ota (O)         | Shōji Ōta          | Originaire de Pastel. Existait depuis la création du studio. Elle s'est dissoute après la production de Let's go! Tamagotchi (ja). |
| Team Iwasa (Iw)      | Gaku Iwasa (ja)    | Création en 2000, avant son indépendante en 2007 conduisant à la création de WHITE FOX.                                            |
| Team Iguchi (I)      | Noriaki Iguchi     | Chargée de la production de Pokémon : Diamant et Perle. Elle est finalement dissoute à partir de l'épisode 136.                    |
| Team Miyagawa (M)    | Keisuke Miyagawa   | Production de live-action. Elle est dissoute à la suite du transfert de Miyagawa chez FCC (ja).                                    |

## Production

### Séries télévisées d'animation
| 1995 - 2009 | 1995 - 2009                                            | 1995 - 2009            | 1995 - 2009            | 1995 - 2009 | 1995 - 2009                                     | 1995 - 2009                                                                                              |
| Année       | Titre                                                  | Dates de 1re diffusion | Dates de 1re diffusion | Nb. éps.    | Division                                        | Notes |
| Année       | Titre                                                  | Début                  | Fin                    | Nb. éps.    | Division                                        | Notes |
| ----------- | ------------------------------------------------------ | ---------------------- | ---------------------- | ----------- | ----------------------------------------------- | --- |
| 1995        | Ai tenshi densetsu Wedding Peach (ja)                  | 5 avril 1995           | 27 mars 1996           | 51          | Team Ota                                        | Production basée sur le manga écrit par Nao Yazawa et dessiné par Sukehiro Tomita ; coproduite avec KSS. |
| 1995        | Mojakō (ja)                                            | 3 octobre 1995         | 31 mars 1997           | 74          | Team Iguchi                                     | Production basée sur le manga du duo Fujiko F. Fujio.                                                    |
| 1997        | Pokémon : Pocket Monsters                              | 1er avril 1997         | 14 novembre 2002       | 276         | Team Ota                                        | Production basée sur la franchise média du même nom de The Pokémon Company.                              |
| 1997        | Berserk                                                | 7 octobre 1997         | 31 mars 1998           | 25          | Team Iguchi                                     | Production basée sur le manga Kentaro Miura.                                                             |
| 1998        | Ah! My Mini Goddess                                    | 6 avril 1998           | 29 mars 1999           | 48          | Team Koitabashi                                 | Based on the Oh My Goddess! manga series by Kōsuke Fujishima.                                            |
| 1999        | To Heart                                               | 1er avril 1999         | 24 juin 1999           | 13          | Team Wasaki                                     | Production basée sur le visual novel développé par Leaf et édité par Aquaplus.                           |
| 1999        | Kōtetsu tenshi Kurumi (ja)                             | 5 octobre 1999         | 4 avril 2000           | 24          | Team Wasaki                                     | Production basée sur le manga du duo Kaishaku.                                                           |
| 2001        | Comic Party (ja)                                       | 2 avril 2001           | 25 juin 2001           | 13          | Team Iguchi                                     | Production basée sur le jeu vidéo développé par Leaf et édité par Aquaplus.                              |
| 2001        | Kōtetsu tenshi Kurumi 2 (ja)                           | 12 avril 2001          | 28 juin 2001           | 12          | Team Wasaki                                     | Une histoire alternative de la première série.                                                           |
| 2001        | Figure 17 (ja)                                         | 27 mai 2001            | 26 juin 2002           | 13          | Team Wasaki                                     | Projet original produit par Genco.                                                                       |
| 2001        | Kasumin (ja)                                           | 13 octobre 2001        | 1er octobre 2003       | 78          | Team Iwasa                                      | Production commandée par la NHK.                                                                         |
| 2002        | Pokémon Chronicles                                     | 15 octobre 2002        | 28 septembre 2004      | 22          | Team Koitabashi Team Ota Team Iwasa Team Iguchi | Production dérivée de la série principale de Pokémon.                                                    |
| 2002        | Piano (ja)                                             | 11 novembre 2002       | 13 janvier 2003        | 10          | Team Iguchi                                     | Production basée sur un concept initial de Mami Watanabe et animate film.                                |
| 2002        | Pokémon: Advance Génération                            | 21 novembre 2002       | 14 septembre 2006      | 190         | Team Ota Team Iguchi                            | Suite de Pokémon : Pocket Monsters.                                                                      |
| 2003        | Croket! (ja)                                           | 7 avril 2003           | 27 mars 2005           | 78          | Team Iguchi                                     | Production basée sur le manga de Manavu Kashimoto.                                                       |
| 2003        | Godannar (ja)                                          | 1er octobre 2003       | 29 juin 2004           | 26          | NC                                              | Production originale réalisée par Yasuchika Nagaoka ; coproduite avec AIC A.S.T.A..                      |
| 2003        | Omoikkiri kagaku Adventure sō nanda! (ja)              | 5 octobre 2003         | 28 mars 2004           | 26          | Team Iwasa                                      | Production basée sur les publications du magazine Shūkan Sō nanda! (ja).                                 |
| 2004        | Monkey Turn (ja)                                       | 10 janvier 2004        | 26 juin 2004           | 25          | NC                                              | Production basée sur le manga de Katsutoshi Kawai.                                                       |
| 2004        | Monkey Turn V (ja)                                     | 3 juillet 2004         | 18 décembre 2004       | 25          | NC                                              | Suite de Monkey Turn.                                                                                    |
| 2004        | Agatha Christie's Great Detectives Poirot and Marple   | 4 juillet 2004         | 15 mai 2005            | 39          | Team Iwasa                                      | Production basée sur les personnages d'Agatha Christie : Hercule Poirot et Miss Marple.                  |
| 2004        | To Heart: Remember My Memories                         | 2 octobre 2004         | 25 décembre 2004       | 13          | NC                                              | Suite de To Heart ; coproduite avec AIC.                                                                 |
| 2005        | To Heart 2                                             | 3 octobre 2005         | 2 janvier 2006         | 13          | Team Iguchi                                     | Production basée sur le visual novel développé par Leaf et édité par Aquaplus.                           |
| 2005        | Guyver                                                 | 6 août 2005            | 18 février 2006        | 26          | Team Wasaki                                     | Production basée sur le manga de Yoshiki Takaya.                                                         |
| 2006        | Utawareru mono                                         | 3 avril 2006           | 25 septembre 2006      | 26          | Team Iwasa                                      | Production basée sur le visual novel T-RPG développé par Leaf et édité par Aquaplus.                     |
| 2006        | Disgaea: Hour of Darkness                              | 4 avril 2006           | 20 juin 2006           | 12          | Team Iguchi                                     | Production basée sur le jeu vidéo Disgaea: Hour of Darkness.                                             |
| 2006        | Ray the Animation (ja)                                 | 6 avril 2006           | 29 juin 2006           | 13          | Team Iguchi                                     | Production basée sur le manga d'Akihito Yoshitomi.                                                       |
| 2006        | Pokémon : Diamant et Perle                             | 28 septembre 2006      | 9 septembre 2010       | 191         | Team Iguchi Team Kato                           | Suite de Pokémon: Advance Génération.                                                                    |
| 2006        | Super Robot Wars Original Generation: Divine Wars (ja) | 4 octobre 2006         | 29 mars 2007           | 25          | Team Iwasa                                      | Reboot des événements du jeu vidéo Super Robot Taisen: Original Generation (en).                         |
| 2006        | Gift: Eternal Rainbow (ja)                             | 6 octobre 2006         | 22 décembre 2006       | 12          | Team Iwasa                                      | Based on the adult visual novel developed by Moonstone.                                                  |
| 2007        | Deltora Quest                                          | 6 janvier 2007         | 29 mars 2008           | 65          | Team Wasaki                                     | Production basée sur la série de livres pour enfants du même nom d'Emily Rodda.                          |
| 2008        | Inazuma Eleven                                         | 5 octobre 2008         | 27 avril 2011          | 127         | Team Wasaki                                     | Production basée sur le jeu vidéo de Level-5.                                                            |
| 2009        | Usaru-san. (ja)                                        | 3 octobre 2009         | 10 octobre 2009        | 4           | Team Koitabashi                                 | Production basée sur la série de livres pour enfants de Tamiya Tomoka.                                   |
| 2009        | Tamagotchi! (ja)                                       | 12 octobre 2009        | 3 septembre 2012       | 143         | Team Kamei                                      | Production basée sur les animaux de compagnie virtuels Tamagotchi de Bandai.                             |

| Années 2010 | Années 2010                                              | Années 2010            | Années 2010            | Années 2010 | Années 2010                                         | Années 2010 |
| Année       | Titre                                                    | Dates de 1re diffusion | Dates de 1re diffusion | Nb. éps.    | Division                                            | Notes |
| Année       | Titre                                                    | Début                  | Fin                    | Nb. éps.    | Division                                            | Notes |
| ----------- | -------------------------------------------------------- | ---------------------- | ---------------------- | ----------- | --------------------------------------------------- | --- |
| 2010        | Pokémon : Noir et Blanc                                  | 23 septembre 2010      | 26 septembre 2013      | 142         | Team Kato                                           | Suite de Pokémon : Diamant et Perle. |
| 2011        | Little Battlers Experience                               | 2 mars 2011            | 11 janvier 2012        | 44          | Team Inoue                                          | Production basée sur le manga de Hideaki Fujii. |
| 2011        | Inazuma Eleven GO                                        | 4 mai 2011             | 11 avril 2012          | 47          | Team Wasaki                                         | Production basée sur le jeu vidéo de Level-5. |
| 2012        | Little Battlers Experience W                             | 18 janvier 2012        | 20 mars 2013           | 58          | Team Inoue                                          | Suite de Little Battlers Experience. |
| 2012        | Inazuma Eleven GO: Chrono Stone                          | 18 avril 2012          | 1er mai 2013           | 51          | Team Wasaki                                         | Suite de Inazuma Eleven GO. |
| 2012        | Tamagotchi! Yume Kira Dream (ja)                         | 10 septembre 2012      | 29 août 2013           | 49          | Team Kamei                                          | Suite de Tamagotchi!. |
| 2013        | Little Battlers Experience Wars                          | 3 avril 2013           | 25 décembre 2013       | 37          | Team Inoue                                          | Suite de Little Battlers Experience W. |
| 2013        | Inazuma Eleven GO: Galaxy                                | 8 mai 2013             | 19 mars 2014           | 43          | Team Koitabashi                                     | Suite de Inazuma Eleven GO: Chrono Stone. |
| 2013        | Pac-Man et les Aventures de fantômes                     | 15 juin 2013           | 25 avril 2015          | 52          | OLM Digital                                         | Production basée sur le personnage de Pac-Man et la célèbre franchise de jeux vidéo éponyme de Namco Bandai Games ; coproduction avec Sprite Animation Studios. Initialement diffusée aux États-Unis sur Disney XD. |
| 2013        | Tamagotchi! Miracle Friends (ja)                         | 5 septembre 2013       | 27 mars 2014           | 29          | Team Wasaki                                         | Suite de Tamagotchi! Yume Kira Dream. |
| 2013        | Pokémon : Les Origines                                   | 2 octobre 2013         | 2 octobre 2013         | 4           | NC                                                  | Production basée sur les jeux vidéo Pokémon Rouge et Bleu ; coproduite avec Production I.G et XEBEC. |
| 2013        | Pokémon XY                                               | 17 octobre 2013        | 10 novembre 2016       | 140         | Team Kato                                           | Suite de Pokémon : Noir et Blanc. |
| 2014        | Future Card Buddyfight (ja)                              | 4 janvier 2014         | 4 avril 2015           | 64          | NC                                                  | Production basée sur la franchise de jeu de cartes à collectionner de Bushiroad ; coproduite avec XEBEC. |
| 2014        | Yo-kai Watch                                             | 8 janvier 2014         | 30 mars 2018           | 214         | Team Inoue                                          | Production basée sur le jeu vidéo de Level-5. |
| 2014        | GO-GO Tamagotchi! (ja)                                   | 3 avril 2014           | 26 mars 2015           | 50          | Team Wasaki                                         | Suite de Tamagotchi! Miracle Friends. |
| 2014        | Dragon Collection (ja)                                   | 7 avril 2014           | 23 mars 2015           | 51          | NC                                                  | Production basée sur la franchise de jeu de cartes à collectionner de Konami. |
| 2014        | Monster Retsuden Oreca Battle (ja)                       | 7 avril 2014           | 30 mars 2015           | 51          | NC                                                  | Production basée sur la franchise de jeu de cartes à collectionner de Konami ; coproduite avec XEBEC. |
| 2015        | Omakase! Miracle Cat-dan (ja)                            | 31 mars 2015           | 23 février 2016        | 32          | Team Koitabashi                                     | Production basée sur un concept initial de Shōko Nakagawa. |
| 2015        | Future Card Buddyfight 100 (ja)                          | 11 avril 2015          | 26 mars 2016           | 50          | NC                                                  | Deuxième série de la franchise Future Card Buddyfight ; coproduite avec XEBEC. |
| 2015        | Pikaia!!                                                 | 29 avril 2015          | 30 août 2015           | 13          | Team Kato                                           | Production commandée par la NHK ; coproduite avec Production I.G. |
| 2015        | Kamisama Minarai: Himitsu no Cocotama                    | 1er octobre 2015       | 30 août 2018           | 139         | Team Wasaki (1re saison) Team Yoshioka (2de saison) | Production basée sur la série de jouets Cocotama (ja) de Bandai. |
| 2016        | Future Card Buddyfight DDD (ja)                          | 2 avril 2016           | 25 mars 2017           | 51          | NC                                                  | Deuxième série de la franchise Future Card Buddyfight ; coproduite avec XEBEC. |
| 2016        | 12-sai: Chiccha na Mune no Tokimeki                      | 4 avril 2016           | 19 décembre 2016       | 24          | Team Sakurai                                        | Production basée sur le manga de Nao Maita. |
| 2016        | Beyblade Burst                                           | 4 avril 2016           | 27 mars 2017           | 51          | Team Abe                                            | Production basée sur le manga de Hiro Morita. |
| 2016        | Cardfight!! Vanguard G NEXT                              | 2 octobre 2016         | 1er octobre 2017       | 52          | Team Koitabashi                                     | Quatrième saison de Cardfight!! Vanguard G basée sur le jeu de cartes à collectionner de Bushiroad. |
| 2016        | Pokémon Soleil et Lune                                   | 17 novembre 2016       | 3 novembre 2019        | 146         | Team Kato                                           | Suite de Pokémon XY. |
| 2017        | Pikaia!! (ja)                                            | 26 février 2017        | 27 mai 2017            | 13          | Team Kato                                           | Suite de Pikaia! ; coproduite avec Production I.G. |
| 2017        | Future Card Buddyfight X (ja)                            | 1er avril 2017         | 26 mai 2018            | 52          | NC                                                  | Suite de Future Card Buddyfight DDD ; coproduite avec XEBEC. |
| 2017        | Beyblade Burst Evolution                                 | 3 avril 2017           | 26 mars 2018           | 51          | Team Abe                                            | Suite de Beyblade Burst. |
| 2017        | Snack World (ja)                                         | 13 avril 2017          | 19 avril 2018          | 50          | OLM Digital                                         | Production basée sur la franchise multimédia de Level-5 ; co-production avec Sprite Animation Studios. |
| 2017        | 100% Pascal-sensei                                       | 15 avril 2017          | 16 décembre 2017       | 36          | Team Kamei                                          | Production basée sur le manga de Yūji Nagai. |
| 2017        | PriPri Chi-chan!! (ja)                                   | 15 avril 2017          | 16 décembre 2017       | 36          | Team Sakurai                                        | Production basée sur le manga de Hiromu Shinozuka. |
| 2017        | Atom: The Beginning                                      | 15 avril 2017          | 8 juillet 2017         | 12          | NC                                                  | Production basée sur le manga de Tetsuro Kasahara, sous la supervision de Makoto Tezuka et Masami Yuki ; coproduite avec Production I.G et Signal.MD.                                                               |
| 2017        | Tomica Hyper Rescue Drive Head kidō kyūkyū keisatsu (en) | 15 avril 2017          | 23 décembre 2017       | 37          | NC                                                  | Production basée sur la série de jouets Tomica de Tomy ; coproduite avec XEBEC, Asread et A.C.G.T. |
| 2017        | Cardfight!! Vanguard G Z                                 | 8 octobre 2017         | 1er avril 2018         | 24          | Team Koitabashi                                     | Dernière saison de Cardfight!! Vanguard G basée sur le jeu de cartes à collectionner de Bushiroad ; coproduite avec Bridge.                                                                                         |
| 2018        | Shinkansen Henkei Robo Shinkalion The Animation (ja)     | 6 janvier 2018         | 29 juin 2019           | 76          | NC                                                  | Production basée sur le projet créé par l'East Japan Marketing & Communications (ja) (l'agence de communication de l'East Japan Railway Company), Shōgakukan-Shūeisha Productions (ja) et Takara Tomy.              |
| 2018        | Pochitto Hatsumei: Pikachin-Kit (ja)                     | 6 janvier 2018         | 28 mars 2020           | 115         | NC                                                  | Série originale coproduite avec Shin-Ei Animation. |
| 2018        | Beyblade Burst Turbo                                     | 2 avril 2018           | 25 mars 2019           | 51          | Team Abe                                            | Suite de Beyblade Burst Evolution. |
| 2018        | Inazuma Eleven: Ares                                     | 6 avril 2018           | 28 septembre 2018      | 26          | Team Kawakita                                       | Suite alternative d'Inazuma Eleven ; basée sur le jeu vidéo de Level-5. |
| 2018        | Future Card Buddyfight X All Star Fight (ja)             | 7 avril 2018           | 26 mai 2018            | 8           | NC                                                  | Conclusion de Future Card Buddyfight X ; coproduite avec XEBEC. |
| 2018        | Major 2nd                                                | 7 avril 2018           | 22 septembre 2018      | 25          | Team Kojima                                         | Suite de Major. |
| 2018        | Yo-kai Watch Shadowside (ja)                             | 13 avril 2018          | 29 mars 2019           | 49          | Team Inoue                                          | Production basée sur le jeu vidéo de Level-5. |
| 2018        | Cardfight!! Vanguard (2018)                              | 5 mai 2018             | 4 mai 2019             | 52          | Team Go                                             | Reboot de la série originale. |
| 2018        | Future Card Buddyfight Ace (ja)                          | 2 juin 2018            | 27 avril 2019          | 43          | NC                                                  | Cinquième série de la franchise Future Card Buddyfight ; coproduite avec XEBEC. |
| 2018        | Zoids Wild (ja)                                          | 7 juillet 2018         | 29 juin 2019           | 50          | Team Sakurai                                        | Production basée sur la série de jouets Zoids de Tomy. |
| 2018        | Kira Kira Happy★Hirake! Cocotama                         | 6 septembre 2018       | 26 septembre 2019      | 55          | Team Yoshioka                                       | Suite de Kamisama Minarai: Himitsu no Cocotama. |
| 2018        | Inazuma Eleven: Orion no Kokuin                          | 5 octobre 2018         | 27 septembre 2019      | 49          | Team Kawakita                                       | Suite de Inazuma Eleven: Ares. |
| 2019        | Yo-kai Watch! (ja)                                       | 5 avril 2019           | 20 décembre 2019       | 36          | Team Inoue                                          | Reboot de la série originale. |
| 2019        | Kedama no Gonjirō (ja)                                   | 6 avril 2019           | 28 mars 2020           | 52          | NC                                                  | Projet issu d'une collaboration entre le groupe Sony et la maison d'édition Shōgakukan ; coproduite avec Wit Studio.                                                                                                |
| 2019        | Mix (ja)                                                 | 6 avril 2019           | 28 septembre 2019      | 24          | Team Kojima                                         | Production basée sur le manga de Mitsuru Adachi. |
| 2019        | Cardfight!! Vanguard: High School Arc Cont.              | 11 mai 2019            | 10 août 2019           | 14          | Team Go                                             | Suite de Cardfight!! Vanguard (2018). |
| 2019        | Cardfight!! Vanguard: Shinemon-hen                       | 24 août 2019           | 28 mars 2020           | 31          | Team Go Team Abe (épisodes 21-31)                   | Préquel de Cardfight!! Vanguard (2018). |
| 2019        | Zoids Wild Zero (ja)                                     | 4 octobre 2019         | 16 octobre 2020        | 50          | Team Masuda                                         | Suite de Zoids Wild. |
| 2019        | Pokémon Journeys                                         | 17 novembre 2019       | en cours               | À annoncer  | Team Kato                                           | Suite de Pokémon Soleil et Lune. |
| 2019        | Yo-kai Watch Jam: Yo-kai Academy Y - N to no sōgū (ja)   | 27 décembre 2019       | en cours               | À annoncer  | Team Inoue                                          | Production basée sur le jeu vidéo de Level-5. |

| Années 2020 | Années 2020                                                              | Années 2020            | Années 2020            | Années 2020 | Années 2020   | Années 2020                                                                             |
| Année       | Titre                                                                    | Dates de 1re diffusion | Dates de 1re diffusion | Nb. éps.    | Division      | Notes                                                                                   |
| Année       | Titre                                                                    | Début                  | Fin                    | Nb. éps.    | Division      | Notes                                                                                   |
| ----------- | ------------------------------------------------------------------------ | ---------------------- | ---------------------- | ----------- | ------------- | --------------------------------------------------------------------------------------- |
| 2020        | Bungō to Alchemist: Shinpan no hagurumai (ja)                            | 4 avril 2020           | 8 août 2020            | 13          | Team Kojima   | Production basée sur le jeu vidéo de DMM Games (ja).                                    |
| 2020        | Major 2nd                                                                | 4 avril 2020           | 7 novembre 2020        | 25          | Team Kojima   | Suite de Major 2nd.                                                                     |
| 2020        | Tomica Kizuna Gattai Earth Granner (ja)                                  | 5 avril 2020           | 28 mars 2021           | 51          | Team Inoue    | Production basée sur la série de jouets de Tomy.                                        |
| 2020        | GARUGAKU. Saint Girls Square Academy (en)                                | 6 avril 2020           | 29 mars 2021           | 50          | Team Kato     | Production basée sur le groupe d'idol ; coproduite avec Wit Studio.                     |
| 2020        | Cardfight!! Vanguard Gaiden if                                           | 30 mai 2020            | 30 novembre 2020       | 25          | Team Abe      | Univers alternatif de Cardfight!! Vanguard (2018).                                      |
| 2020        | King's Raid: Heirs of the Will (ja)                                      | 3 octobre 2020         | 27 mars 2021           | 26          | NC            | Production basée sur le jeu vidéo sud-coréen de Vespa ; coproduite avec Sunrise Beyond. |
| 2021        | Mazica Party                                                             | 4 avril 2021           | 27 mars 2022           | 51          | Team Inoue    | Basée sur le jeu de carte créé par Tomy.                                                |
| 2021        | Odd Taxi                                                                 | 6 avril 2021           | 29 juin 2021           | 13          | Team Yoshioka | Œuvre originale. Coproduit avec le studio P.I.C.S..                                     |
| 2021        | Shinkansen Henkei Robo Shinkalion Z (en)                                 | 9 avril 2021           | 18 mars 2022           | 41          | Team Yamanoi  | Suite de Shinkansen Henkei Robo Shinkalion.                                             |
| 2021        | Yo-Kai Watch Music Note                                                  | 9 avril 2021           | en cours               | À annoncer  | Team Inoue    | Refonte de l'œuvre originale.                                                           |
| 2021        | Megaton Musashi                                                          | 1er octobre 2021       | 24 décembre 2021       | 13          | Team Inoue    | Basée sur le jeu vidéo crée par Level-5.                                                |
| 2021        | Restaurant to Another World (saison 2)                                   | 2 octobre 2021         | 18 décembre 2021       | 12          | Team Yoshioka | Deuxième saison de Restaurant to Another World.                                         |
| 2021        | Komi Can't Communicate                                                   | 7 octobre 2021         | 23 décembre 2021       | 12          | Team Kojima   | Basée sur le manga écrit par Tomohito Oda,.                                             |
| 2022        | Ninjala                                                                  | 8 janvier 2022         | À annoncer             | À annoncer  | Team Inoue    | Basée sur le jeu vidéo créé par GungHo Online Entertainment.                            |
| 2022        | GaruGaku II: Lucky Stars (en)                                            | 10 janvier 2022        | 18 mars 2022           | 41          | Team Kato     | Suite de GaruGaku: Saint Girls Square Academy.                                          |
| 2022        | Life with an Ordinary Guy Who Reincarnated into a Total Fantasy Knockout | 12 janvier 2022        | 30 mars 2022           | 12          | Team Yoshioka | Basée sur le manga écrit par Yū Tsurusaki.                                              |
| 2022        | Love All Play (en)                                                       | 2 avril 2022           | 24 septembre 2022      | 24          | Team Yoshioka | Basée sur la série de romans écrite par Asami Koseki. Coproduit avec Nippon Animation.  |
| 2022        | Komi Can't Communicate (saison 2)                                        | 7 avril 2022           | 23 juin 2022           | 12          | Team Kojima   | Suite de Komi Can't Communicate.                                                        |
| 2022        | Summer Time Rendering                                                    | 15 avril 2022          | 30 septembre 2022      | 25          | Team Kojima   | Basée sur le manga écrit par Yasuki Tanaka.                                             |
| 2022        | PuniRunes                                                                | 2 octobre 2022         | À annoncer             | À annoncer  | OLM Digital   | Basée sur la gamme de jouets de Takara Tomy.                                            |
| 2022        | Megaton Musashi (saison 2)                                               | 7 octobre 2022         | À annoncer             | À annoncer  | Team Inoue    | Deuxième saison de la série basée sur le jeu vidéo crée par Level-5.                    |
| 2023        | Arrête de me chauffer, Nagatoro                                          | 8 janvier 2023         | 19 mars 2023           | 12          | Team Inoue    | Saison 2 de la série basée sur le manga écrit et ilustré par Nanash.                    |
| 2023        | Mix (ja) (saison 2)                                                      | À annoncer             | À annoncer             | À annoncer  | NC            | Deuxième saison de la série basée sur le manga de Mitsuru Adachi.                       |
| 2023        | The Most Heretical Last Boss Queen                                       | 6 juillet 2023         | en cours               | À annoncer  | Team Yoshioka | Basée sur le light novel de Tenichi.                                                    |
| 2023        | Dark Gathering                                                           | 10 juillet 2023        | 25 décembre 2023       | 25          | Team Masuda   | Basée sur le manga de Kenichi Kondō.                                                    |
| 2023        | Les Carnets de l'apothicaire                                             | 22 octobre 2023        | 24 mars 2024           | 24          | NC            | Basée sur le light novel de Natsu Hyūga,.                                               |
| 2025        | Les Carnets de l'apothicaire (saison 2)                                  | 10 janvier 2025        | en cours               | À annoncer  | NC            | Deuxième saison de la série basée sur le light novel de Natsu Hyūga                     |
| 2025        | Nyaight of the Living Cat                                                | 2025                   | en cours               | À annoncer  | Team Masuda   | Basée sur le manga écrit par Hawkman et illustré par Mecha-Roots.                       |

### Films d'animation
- Pokémon, le film : Mewtwo contre-attaque (1998) (Ko)
- Pikachu no natsuyasumi (1998) (première partie de Pokémon 1) (?)
- Pokémon 2 : Le Pouvoir est en toi (1999) (Ko)
- Pikachu Tankentai (1999) (première partie de Pokémon 2) (I)
- Pokémon 3 : Le Sort des Zarbi (2000) (Ko)
- Pikachu et Pichu (2000) (I) (première partie de Pokémon 3) (I)
- Pokémon : Celebi, la voix de la forêt (2001) (Ko)
- Pikachu no dodoki kakurenbo (2001) (première partie de Pokémon 4) (Ko)
- Les Héros Pokémon (2002) (Ko)
- Pika pika hoshizora kyanpu (2002) (première partie de Pokémon 5) (Ko)
- Pokémon : Jirachi, le génie des vœux (2003) (Ko)
- Odoru pokemon himitsu kichi (2003) (première partie de Pokémon 6) (Ko)
- Pokémon : La Destinée de Deoxys (2004) (Ko)
- Le Nouvel Angyo Onshi (2004) (Ko)
- Pokémon : Lucario et le Mystère de Mew (2005) (Ko)
- Pokémon Ranger et le Temple des mers (2006) (Ko)
- Animal Crossing (2006) (Ka)
- Pokémon : L'Ascension de Darkrai (2007) (Ko)
- Tamagotchi film 1 (2007) (Ka)
- Tamagotchi film 2 (2008) (Ka)
- Pokémon : Giratina et le Gardien du ciel (2008) (Ko)
- Pokémon : Arceus et le Joyau de la vie (2009) (Ko)
- Professeur Layton et la Diva éternelle (2009) (Ka)
- Pokémon : Zoroark, le Maître des Illusions (2010) (Ko)
- Pokémon : Noir – Victini et Reshiram et Pokémon : Blanc – Victini et Zekrom (2011)
- Pokémon, le film : Kyurem vs la Lame de la justice (2012)
- Pokémon, le film : Genesect et l'Éveil de la légende (2013)
- Pokémon, le film : Diancie et le Cocon de l'annihilation (2014)
- Yo-kai Watch : Le Film (2014)
- Pokémon, le film : Hoopa et le Choc des Légendes (2015)
- Yo-kai Watch: Enma Daiō to Itsutsu no Monogatari da Nyan! (2015)
- Pokémon, le film : Volcanion et la Merveille mécanique (2016)
- Rudolf to Ippaiattena (ja) (2016)
- Cyborg 009: Call of Justice (Trilogie) (2016)
- Yo-kai Watch: Enma Daiō to Itsutsu no Monogatari da Nyan! (2016)
- Kamisama Minarai: Himitsu no Cocotama (2017)
- Pokémon, le film : Je te choisis ! (2017)
- Yo-kai Watch Shadowside: Oni-ō no Fukkatsu (2017)
- Pokémon, le film : Le pouvoir est en nous (2018)
- Tomica Hyper Rescue Drive Head kidō kyūkyū keisatsu (en) (2018)
- Yo-kai Watch: Forever Friends (2018)
- Pokémon : Mewtwo contre-attaque - Évolution (2019)
- Ni no Kuni (2019)
- Yo-kai Watch Jam: Yo-kai Academy Y - Neko wa Hero ni nareru ka (ja) (2019)
- Shinkansen Henkei Robo Shinkalion the Movie: Mirai kara kita shinsoku no ALFA-X (ja) (2019)
- Pokémon, Le Film: Les Secrets de La Jungle (2020)[42]

### OAV
- Makeruna! Makendo (1 OAV) (1995) (O)
- Gunsmith Cats (3 OAV) (1995 - 1996) (Ko)
- Onikirimaru (4 OAV) (1995) (O)
- Ai Tenshi Densetsu Wedding Peach DX (ja) (1996) (4 OAV) (O)
- Buttobi CPU!! (3 OAV) (1997) (W)
- Queen Emeraldas (2 OAV) (1998) (W)
- Power Dolls (1 OAV) (1998) (Ko)
- Countdown (3 OAV hentai) (1998) (Ko)
- Bi Yondo (2 OAV hentai) (1998) (I)
- High school aura buster (3 OAV) (1998) (I)
- Pikachu no Fuyuyasumi (? OAV) (1998) (O)
- Pikachu no Fuyuyasumi 2000 (2 OAV) (1999) (Ko)
- Pikachu no Fuyuyasumi 2001 (2 OAV) (2000) (Ko)
- Kurumi Rei (3 OAV) (2001) (W)
- Comic Party (ja) (4 OAV) (I)
- Mizuiro (2 OAV) (2003) (Iw)
- Super Robot Wars Original Generation: Divine Wars (ja) (2007) (IW)
- Gift: Eternal Rainbow (ja) (2007) (IW)

### Séries et films live
- Kaminari hashiru natsu (2003) (?)
- Kikansha sensei (2004) (?)
- Heat (2004) (?)
- La Mort en ligne (2004) (?)
- Zebraman (2004) (Ko)
- Lakeside Murder Case (2005) (?)
- The Great Yokai War (2005) (?)
- Touch (2005) (?)
- La Maison des sévices (2006) (?)
- Rough (2006) (Ko)
- Saga no ga bai baa-chan (2006) (?)
- One Missed Call 2 (2006) (?)
- Dura Teka (2006) (Ko)
- Hula Girls (2006) (?)
- Nagai Sanpo (2006) (?)
- Ryū ga Gotoku (2007) (?)
- Battery (2007) (?)
- Pacchigi (2007) (?)
- Oishinbo (2007) (M)
- Hyakkiyakō-shō (2007) (M)
- Sukiyaki Western Django (2007) (?)
- Crows Zero (2007) (?)
- Kamisama no puzzle (2008) (?)
- Yatterman (2009) (?)
- Crows Zero 2 (2009) (?)
- Idol × Senshi Miracle Tunes! (2017-2018)
- Magic × Warrior Magimajo Pures! (2018-2019)
- Laplace's Witch (2018)
- Secret × Heroine Phantomirage! (2019-2020)